# 1989 في إيطاليا
فيما يلي قوائم الأحداث التي وقعت خلال عام 1989 في إيطاليا.

## سياسة

### تعيين في المنصب
- 22 يوليو – جوليو أندريوتي رئيس وزراء إيطاليا.
- 22 يوليو – سيرجيو ماتاريلا Italian Minister of Education, Universities and Research ‏.

### انتهاء فترة المنصب
- 22 يوليو – جوليانو أماتو Minister of Treasury ‏.
- 22 يوليو – جوليو أندريوتي وزير الخارجية.
- 22 يوليو – سيرجيو ماتاريلا Italian Minister for Parliamentary Relations ‏.

## أفلام
من الأفلام التي صدرت هذه السنة في إيطاليا:
- 1 يناير – بورن تو فايت من إخراج برونو ماتي.
- 1 يناير – ميري بير سيمبري من إخراج Marco Risi [الإنجليزية]‏.
- 29 سبتمبر – سينما باراديزو الجديدة من إخراج جيوزبي تورنتوري.

## مواليد

### يناير
- 1 يناير – كريستينا سكوتشيا مغنية إيطالية.

### فبراير
- 3 فبراير – غلوريا فيان لاعبة كرة سلة إيطالية.
- 7 فبراير – إيليا فيفياني

### مارس
- 1 مارس – دانييلي غريكو رياضي إيطالي.
- 27 مارس – سارة غاما لاعبة كرة قدم إيطالية.

### أبريل
- 28 أبريل – ميريام جيوفانيلي

### مايو
- 7 مايو – فرانشيسكو بولزوني لاعب كرة قدم إيطالي.
- 9 مايو – ماريانو دي فايو عارض إيطالي.
- 16 مايو – فابيو تشياكا لاعب كرة قدم إيطالي.
- 26 مايو – توماس فابيانو لاعب كرة مضرب إيطالي.

### يونيو
- 1 يونيو – آنا ريموندينا لاعبة كرة مضرب إيطالية.
- 11 يونيو – لورينزو أرياودو لاعب كرة قدم إيطالي.

### يوليو
- 13 يوليو – لوكا ماركوني متسابق دراجات نارية إيطالي.
- 15 يوليو – دييغو يليسي درّاج طريق إيطالي.
- 29 يوليو – ماركو رافيولي متسابق دراجات نارية إيطالي.
- 30 يوليو – كورينا دينتوني لاعبة كرة مضرب إيطالية.

### أغسطس
- 2 أغسطس – ماتيو ترينتين دراج هوائي إيطالي.
- 9 أغسطس – أندريا يانوني متسابق دراجات نارية إيطالي.
- 9 أغسطس – ستيفانو أوكاكا لاعب كرة قدم إيطالي.
- 12 أغسطس – فيديريكو ساندي متسابق دراجات نارية إيطالي.
- 13 أغسطس – ماتيو ترفيسان لاعب كرة مضرب إيطالي.
- 18 أغسطس – أندريا رينزي لاعب كرة سلة إيطالي.
- 21 أغسطس – جيوزيبي بيلوسكي لاعب كرة قدم إيطالي.
- 22 أغسطس – جياكومو بونافينتورا لاعب كرة قدم إيطالي.
- 31 أغسطس – سالفاتوري بوتشيو درّاج طريق إيطالي.

### سبتمبر
- 7 سبتمبر – فيديريكو تشازاريني لاعب كرة قدم إيطالي.
- 20 سبتمبر – ستيفانو جنتيلي لاعب كرة سلة إيطالي.
- 29 سبتمبر – أندريا بولي لاعب كرة قدم إيطالي.

### أكتوبر
- 6 أكتوبر – ليس جوميز لاعب كرة قدم إيطالي.
- 26 أكتوبر – أرماندو فيسكونتي لاعب كرة قدم إيطالي.
- 28 أكتوبر – دافيدي جوليانو متسابق دراجات نارية إيطالي.

### ديسمبر
- 2 ديسمبر – ماتيو دارميان لاعب كرة قدم إيطالي.
- 16 ديسمبر – سارة بينزو لاعبة كرة قدم إيطالية.

## وفيات

### يناير
- 30 يناير – ألفونسو دي بوربون، دوق أنجو وقادس (مواليد 1936)

### مارس
- 14 مارس – زيتا من بوربون بارما (مواليد 1892)
- 14 مارس – فرانشيسكو باولو بونيفاتشيو (مواليد 1923) سياسي إيطالي.

### أبريل
- 15 أبريل – فيديريكو غاي (مواليد 1896) درّاج طريق إيطالي.
- 22 أبريل – إميليو سيغري (مواليد 1905)
- 30 أبريل – سرجيو ليون (مواليد 1929) مرزوگة.

### مايو
- 28 مايو – إيفان بالازس (مواليد 1962) متسابق دراجات نارية فنزويلي.

### أغسطس
- 8 أغسطس – إنريكو لورنزيتي (مواليد 1911) متسابق دراجات نارية إيطالي.

### سبتمبر
- 3 سبتمبر – غايتانو شيريا (مواليد 1953) لاعب كرة قدم إيطالي.

### أكتوبر
- 21 أكتوبر – سينسيو مانتوفاني (مواليد 1942) درّاج طريق إيطالي.

### نوفمبر
- 29 نوفمبر – جوسيبي أنتونيني (مواليد 1914) لاعب كرة قدم إيطالي.

### ديسمبر
- 5 ديسمبر – إدواردو أمالدي (مواليد 1908) فيزيائي إيطالي.
- 25 ديسمبر – ريكاردو موراندي (مواليد 1902)